# Radio Filarmonía
Radio Filarmonía es una emisora de radio peruana de música cultural. Es administrado por la Asociación Cultural Filarmonía, que es una institución cultural sin fines de lucro, y manejada por el patronato denominado Amigos de Filarmonia. Comenzó sus emisiones en 2002 de la mano del Instituto Nacional de Radio y Televisión del Perú (IRTP), con quien tiene un convenio de operación.
La estación transmite desde Lima por la frecuencia 102.7 MHz de la banda FM y posee cobertura solamente en el área metropolitana de esta ciudad.

## Historia

### Como SolArmonía
En octubre de 1983 se constituye la Asociación Cultural Filarmonía (ACF), una entidad sin fines de lucro cuyo objetivo principal era establecer una radio cultural en Perú, además de crear uno de libros de referencia académica en 1985 La música en el Perú. El 1 de enero de 1984 SolArmonía 88.9 FM Stereo inició sus transmisiones regulares con programas dedicados a difundir música clásica, junto con espacios educativos de interés cultural. El proyecto se planificó cuando la entonces Orquesta Sinfónica Nacional tenía dificultades en difundir sus obras y la forma de participar en sus conciertos se limitó a parte del sector de Lima.
El nombre de la emisora adoptó el de su antecesora, Radio El Sol, cedido por el empresario Alejandro Miro Quesada y cuya frecuencia terminó siendo vendida por la Empresa Editora El Comercio S.A. en el año 2000. Su emisión se basó en el archivo personal de Martha Mifflin Dañino, unos 200 discos. Transmitía 16 horas diarias de programación, en que su primera interpretación fue la Cabalgata de las valquirias.
El 1 de enero de 2002, el mismo día en que se cumplían 18 años al aire, la emisora cesó sus emisiones tras ser vendida al diario El Comercio. En su lugar, comenzó sus emisiones Canal N Radio, estación de noticias que ya se encontraba emitiendo desde 2001 a través de la frecuencia 900 kHz en la banda AM de Lima. Esta radio cesó sus emisiones pasado unos años y su frecuencia fue vendida al Grupo RPP. 

### Como Filarmonía
La ACF realizó un convenio suscrito con el Instituto de Radio y Televisión del Perú, por el cual este les autorizó, por el plazo de diez años prorrogables, la utilización de la frecuencia 102.7 MHz FM. La radio volvió al aire como Filarmonía en 2011. En 2011 se firmó un nuevo convenio con la directora de IRTP, María Luisa Málaga, para permanecer su señal por otros diez años. Años después, en 2014, se alió con Radio Nacional para dedicar una hora de música clásica al día.
El 28 de septiembre de 2015 se firmó el Convenio Específico de Cooperación Institucional entre el Ministerio de Cultura y la Asociación Cultural Radio Filarmonía. Este acuerdo estableció que el Ministerio concedía a la Asociación el derecho de uso de una zona determinada, la mezzanine del Ministerio, para operar temporalmente las oficinas y cabinas de transmisión de la emisora. En esta zona se habilitó un espacio para conservar el archivo del patrimonio fonográfico de la asociación, que fue incrementándose año tras año, tanto a través de la compra de material sonoro como de donaciones del mismo. En ese año, debido a los cambios administrativos, la emisora realizó su campaña Clasiclaxon, que a cambio de una suma monetaria se concedió su repertorio musical a modo de bocina. La estrategia contó el apoyo de Flavio Pantigoso como director creativo.
En 2017 su fundadora Martha Mifflin Dañino recibió el reconocimiento en la 23 edición del Premio Esteban Campodónico.
Si bien cuenta con su sistema de socios para financiar la radio en lugar de alquilar espacios, en junio de 2020 la estación anunció una campaña para realizar donaciones a la emisora a partir de sus locutores. Asimismo, la Radio emprendió una reducción sustancial del espacio destinado a la música clásica, buscando ampliar su audiencia a un público distinto a los aficionados a dicho género. Ello ha suscitado críticas de un sector del público, que percibe una desnaturalización progresiva de la radio, en tanto única emisora que transmite música clásica en el Perú (80 % de su emisión diaria en 2024, pero con una tendencia a la reducción progresiva de su participación en la programación). También contó con una reducción de 22 empleados en el primer año de operaciones a 6 en 2024.
En 2012 la radio lanzó el Concurso Latinoamericano de Canto Lírico. En ella se promocionan futuras voces nacionales en el género clásico, en que es escogido luego de pasar la fase de eliminatorias.

## Programación
Radio Filarmonía desempeña un importante papel en la difusión de la música académica en el Perú. Su discografía se nutre mayormente de aportes de las embajadas europeas y de particulares y cuenta con varios programas didácticos y espacios de música clásica universal, latinoamericana y nacional así como música popular peruana e internacional (criolla, folklore, zarzuela, jazz, musicales, etc.), a cargo en parte por Mabela Martínez como de su creadora y posterior directora Martha Mifflin. En el caso de Mifflin, se emite su propio programa matinal Musiciana que se estrenó en 1973 y pasó por otras emisoras, como Radio Panamericana, previo a Filarmonía.
Para 1988, Musiciana estuvo acompañada de contenido informativo y espacios dedicados a las interpretaciones clásicas desde varios países. Además, entre 1988 y 2022 se emitió el programa de entrevistas Meridiano por el productor Carlos Fernández Loayza. Adicionalmente en 1993, se estrenó su primer programa dedicado al género costero Un encuentro con nuestra música criolla, bajo la conducción de Daniel Alejos Cornelio, quien trabajó en la extinta emisora El Sol. Por casi 2 décadas su programación iniciaba a las 8 de la mañana y finalizaba 16 horas después. Al relanzarse como Filarmonía, amplió su duración emitiéndose las 24 horas del día. Este incluyó una sección matutina de noticias de Radio Nederland.
Durante los últimos años Radio Filarmonía ha ampliado su espectro musical a géneros distintos de la música clásica, reduciendo progresivamente el espacio dedicado a ese género. Los principales cambios se dieron a partir de 2020, cuando un estudio de mercado contratado por la radio sugirió la reducción del espacio dedicado a la música clásica debido a la escasa audiencia con la que cuenta la misma en el Perú.  La posterior directora de la emisora y quien asumió en reemplazo a la fundadora, Pauline Barrón Mifflin, reconoció en 2023 que su equipo buscó diversificar los contenidos para atraer público joven. Pese a ello, la radio ha continuado perdiendo auspiciadores, en un contexto de crisis socioeconómica en Perú y declive de los medios de comunicación tradicionales, al tiempo que se ha reducido su audiencia entre el público aficionado a la música académica, que percibe una sustancial pérdida de calidad de la programación de la radio.
Destacan, por ejemplo, al exlocutor de Radio América, Carlos Flores, quien comparte participaciones vocales de géneros vernaculares y rock, además de ser jurado de Festival de Música de Altura en el Perú. Otro singular es Show Time de Nicolás Kisic sobre música rock. También destaca Rapperground, del colectivo Rafomagia, el único espacio de hip-hop en emitirse en señal FM, desde que Mifflin adoptó el programa en 2013 desde la extinta radio Planicie. En 2023, se lanzó el espacio dedicado al J-pop y a canciones de openings (específicamente de las series animadas japonesas). En 2024, se dedicó un espacio al góspel bajo patrocinio de Bethel Radio, emisora controlada por el Movimiento Misionero Mundial, secta evangélica fundamentalista. Este último cambio de programación fue particularmente criticado, pues fue percibido como una intromisión de proselitismo religioso fundamentalista en un ente de radiodifusión cultural. 
En 2021, la estación acogió una de las contadas oportunidades de diálogo entre artistas y deportistas, Conversaciones desde la grada, bajo el apoyo de la Unesco en Perú. En 2024, el Ministerio de Cultura inauguró su propio espacio centrado en la identidad musical peruana.

### Archivos y participaciones especiales
Para 2009, cuenta con 75 mil horas de música clásica, mientras que en 2017 se extendió a 120 mil horas de todos los géneros musicales en proceso de digitalización. Además, conserva registros históricos de las voces de Blanca Varela, Antonio Cisneros, Alejandro Romualdo, Javier Sologuren y César Calvo. Este se conoce como Archivo Perú y se accede desde su sitio web.
Por otro lado, parte del catálogo de programas es conservado en un archivo separado, bajo el sello Musiciana, que solo puede obtenerse en una copia física previo pago.
La estación también contó con la emisión de conciertos de la Sociedad Filarmónica de Lima realizadas por universitarios. Aparte, desde el año 2001 transmite en vivo y en directo las Temporadas del Metropolitan Opera de Nueva York, en que contó en algunas ediciones con los comentarios de Miguel Molinari, conductor del programa dedicado al género Antología lírica.